# Surallah
Surallah is een gemeente in de Filipijnse provincie South Cotabato op het eiland Mindanao. Bij de laatste census in 2007 had de gemeente bijna 72 duizend inwoners.

## Geografie

### Bestuurlijke indeling
Surallah is onderverdeeld in de volgende 17 barangays:
| - Buenavista - Canahay - Centrala - Colongulo - Dajay - Duengas - Lambontong - Lamian - Lamsugod | - Libertad - Little Baguio - Moloy - Naci - Talahik - Tubiala - Upper Sepaka - Veterans |

## Demografie
Surallah had bij de census van 2007 een inwoneraantal van 71.513 mensen. Dit zijn 5.305 mensen (8,0%) meer dan bij de vorige census van 2000. De gemiddelde jaarlijkse groei komt daarmee uit op 1,07%, hetgeen lager is dan het landelijk jaarlijks gemiddelde over deze periode (2,04%). Vergeleken met de census van 1995 is het aantal mensen met 10.004 (16,3%) toegenomen.

De bevolkingsdichtheid van Surallah was ten tijde van de laatste census, met 71.513 inwoners op 540,3 km², 113,8 mensen per km².